# خالد بن يزيد القسري
خالد بن يزيد القسري، راوي حديث من المجروحين وهُوّ من تبع التابعين. جده هُوّ والي العراق الأُموي خالد بن عبد الله القسري وكان من أهل دمشق.

## سيرته
لا تُعرف سنة مولده أو وفاته على وجه التحديد. هُوّ خالد بن يزيد بن أمير العراق خالد بن عبد الله بن أسد البجلي القسري الدمشقي.
روى الحديث عن: هشام بن عروة، ومحمد بن سوقة، وعمار الدهني، وإسماعيل بن أبي خالد، وأبي حيان التيمي، وابن عون، وأبي حمزة الثمالي، وأبي روق عطية بن الحارث الهمداني الوادعي، وسليمان بن علي بن الصحابي عبد الله بن العباس بن عبد المطلب العباسي، وأُمَيٍّ الصيرفي، وفطر بن خليفة، والكلبي، ويزيد بن عبد الله بن أبي بردة، وخالد بن صفوان بن الأهتم التميمي، وجعونة بن قرة، ومحمد بن عمرو، وأبي سعد البقال، وعبد العزيز بن عمر بن عبد العزيز، والصلت بن بهرام، وإبراهيم بن يزيد الجوزي، ويحيى بن عبيد الله التميمي، وغيرهم.
كان صاحب حديث ومعرفة، ولكنه رغم ذلك حسب الإمام الذهبي ليس بالمُتقِن وينفرِد بالمناكير، أي ينفرد برواية الأحاديث الباطلة المُنكرة من علماء الحديث.
روى عنه الحديث: الوليد بن مسلم وهُما من ذات الطبقة، وهشام بن عمار، وأبو سعيد عبد الرحمن بن إبراهيم بن عمرو بن ميمون الدمشقي الملقب بـ دُحَيْم، وسليمان بن بنت شرحبيل، وأحمد بن جناب المصيصي، وهشام بن خالد، ويوسف بن سعيد بن مسلم، وأحمد بن بكرويه البالسي، وغيرهم.
جرحه علماء الجرح والتعديل ولم يقبلوا حديثه إذ يقول أبو جعفر العقيلي: «لا يُتابع على حديثه.»، ويقول أبو حاتم: «ليس بقويٌ.» 
واتهمه أبو الفرج بن الجوزي، وقال يحيى بن معين: «خالد القسري عن أبيه عن جده عن النبي صلى الله عليه وسلم ليس بشيء، أهله يقولون: ليس له صحبة، ولو كان له صحبة لشرف به أهله..»
وذكره ابن عدي فساق من روايته عشرة أحاديث، ثُمّ قال بعدها: «خالد بن يزيد هذا له أحاديث غير ما ذكرت ، وأحاديثه كلها لا يتابع عليها، لا إسناداً ولا متناً»، ثم قال: «ولم أرَ للمتقدمين الذين يتكلمون في الرجال فيه قولاً، ولعلهم غفلوا عنه، وقد رأيتهم تكلموا فيمن هو خير من خالد، فلم أجد بدا من أن أذكره، وأن أبين صورته عندي، وهو عندي ضعيف، ألا أن أحاديثه إفرادات، ومع ضعفه كان يكتب حديثه.»
ويروي الذهبي حديثاً من الأحاديث المنكرة التي رواها وهُوّ حديث: «حدثنا أمي الصيرفي، عن نافع، عن ابن عمر قال: إذا صلى المغرب دون المزدلفة....» 